# Buz (Adelsgeschlecht)

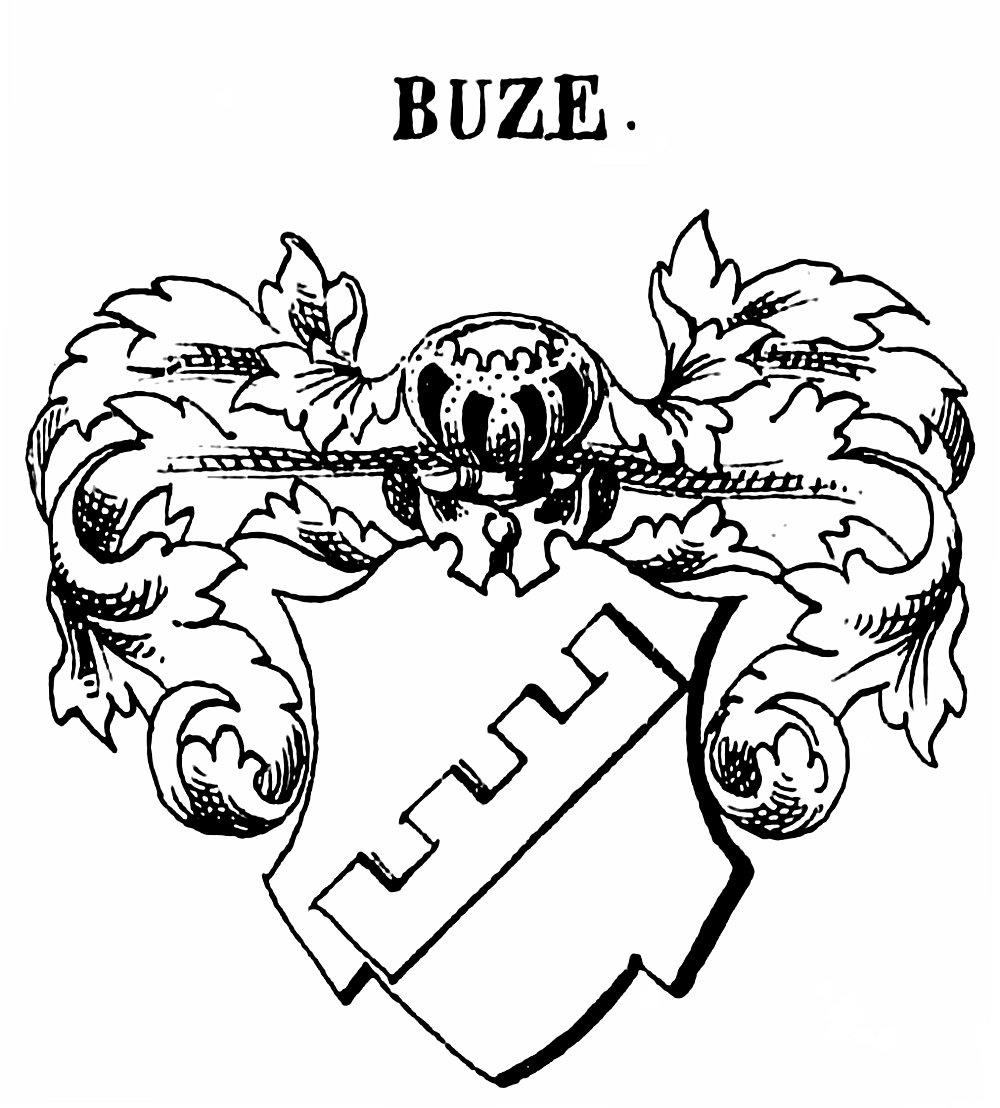
Wappen der mansfeldischen Familie Buze

Buz (auch Buze, Butze, Boz, Boze, Bautze, Bause, Buse, Buß, Boß, Bosse, Busse, Busch, Busche oder Pause) war ein Adelsgeschlecht, dessen Name Anfang des 13. Jahrhunderts erscheint.

## Geschichte
Buz oder Buze ist der Name des Geschlechts, welches sich im 13. Jahrhundert im Mansfeldischen zeigte. Die Aussprache des Namens lautete Bus, Buss oder Busse.
Der Name Buz ist Buschanen slawischen Ursprungs. Das Geschlecht war ein wanderlustiges, welches sich über die damaligen Grenzen von Sachsen nach Osten in die ehemaligen wendischen Gebiete (Neumark, Lausitz, Schlesien) und nach Nordosten bis nach Mecklenburg wandte.

### Mansfelder Linie
Der erste, den man 1230 als Zeugen in einer Urkunde der Gräfin Elisabeth von Mansfeld findet, ist Thodolfus Buz (Buss). In einer mansfeldischen Urkunde erscheinen 1262 Ritter Rudolph Buze (Busse), 1264 ein Nicolaus Buz (Buzo) und 1268 der Domherr zu Naumburg, Ditolfus Butz (Buz, Buzo). Bei einer Schenkung des Grafen Burchard von Mansfeld wird 1272 ein Thoderan Buze als Zeuge genannt. 1271 ist ein Nicolaus Buze in mehreren Urkunden des Bischofs Friedrich zu Merseburg zu finden. Er kommt auch in einer Urkunde eines Fritz Gans zu Querfurt vor, hier heißt er Nicolaus Puz (unten auf der Seite findet man die Anmerkung: „auch Buz, Buze, Buse“). Rudolf Buz wird 1298 in einer Urkunde genannt, als die Geschwister Hackeborn dem Kloster Helfta die Kirche zu Bennstedt übereignen. In einer Merseburger Chronik von 1309 erscheinen Ritter Rudolph Buze sowie dessen Bruder Johannes (Hans) Buze, die Söhne des Nicolaus Buze. Als Albrecht und Ludwig von Hackeborn am 4. April 1340 dem Kloster Helfta 1½ Hufe Land übereignen, wird ein Heynricus dictus Bosze in der Urkunde erwähnt. Heyne und Rudolf Busse (Buze) verkauften 1379 einer Sophie Kochstedt einen Leibzins von Gütern zu Helbra.

### Querfurter Linie
1317 wird Bruno von Buz als markgräflicher kurfürstlicher Beamter (Ministeriale) genannt, als der Markgraf Waldemar diesen der Quedlinburger Kirche überließ. Ein Dietrich von Buz besaß 1326 ein Haus zu Stendal, Hebungen in Garlipp und Ländereien von Röxe. Die Querfurter Linie besteht bis heute weiter, wenn auch unter wechselnden Namen, was auf die jeweilige Aussprache in der Bevölkerung im Mittelalter zurückzuführen ist.

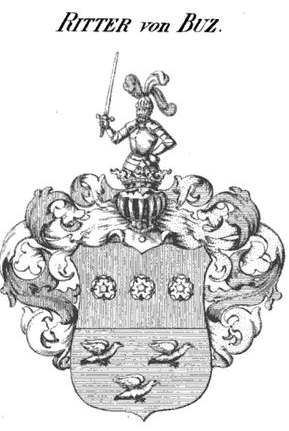
Bayerischer Adel

### Neumärkische Linie
Die Familie Buz wird erstmals im 13. Jahrhundert in der Neumark erwähnt. In den neumärkischen Urkunden (z. B. in denen der Stadt Königsberg in der Neumark, die an der Oder liegt, nicht zu verwechseln mit Königsberg, der königlichen Haupt- und Residenzstadt in Preußen) werden 1329 ein Nicolaus Buz und dessen Sohn Rulecho genannt. Rulecho oder Rulekinus Buz und seine Söhne Heinrich, Rulekin, Dietrich, Diedolph und Gero sowie Henningh, Theoderich und Otto kommen ebenfalls 1329 in einer Urkunde vor. Im Zusammenhang mit dem Dorf Babin in der Neumark taucht 1338 ein Helmrich Buz (Butz) auf, und in der Nähe von Königsberg werden um 1400 die Brüder Dietrich, Jacob und Anselm von Buz erwähnt. 1478 lebte ein Themar Butze zu Freienwalde.

### Posensche Linie
Ein Paul Busse soll nach Magdeburgischem Recht zwischen 1550 und 1570 das Dorf Riege im Landkreis Deutsch Krone gegründet haben. Er erhielt als Paul Bursza am 8. Juli 1596 eine starosteiliche Urkunde über die Dorfgründung, welche 1600 von König Sigismund von Polen bestätigt wurde. Er besaß das größte Mühlengrundstück. Seine Nachkommen regierten als Schulzen die Dörfer, saßen in Fehmengerichten und breiteten sich im späteren Posen aus.

### Bayerische Linie
Ob diese Linie der erstgenannten entspringt, lässt sich nicht nachvollziehen. Aber es gab einen Siegfried von Buze, welcher am 3. April 1290 in Oberfranken als Zeuge auftaucht, als Ekebert von Cunstat 5 Höfe an ein Kloster verkauft. Ein Leonhard Buz (Kirchenverwalter) wird 1366 in einem Kaufbrief des Konrad Waldauer genannt. Im Regimentsbericht der Stadt Augsburg erscheinen um 1635 im Großen Rat ein Hans Buz und um 1649 im Stadtgericht ein Johannes Buz.

## Bedeutende Angehörige
- Johann Jacob Buz von Bisingsburg, sudetendeutscher Hauptmann, wurde am 14. Oktober 1658 in Wien in den Adelsstand erhoben[24][25]
- Erhard Buz (* 29. November 1745, Abbach; † 4. Oktober 1802, München), Doktor der Theologie und Autor[26]
- Heinrich von Buz (General) (1801–1876), deutscher Generalleutnant
- Carl Buz (1803–1870), deutscher Industrieller
- Friedrich von Buz (1815–1902), deutscher General der Infanterie
- Heinrich von Buz (1833–1918), deutscher Industrieller
- Franz Buz (1849–1916), bayerischer Generalleutnant

## Wappen der Mansfelder
- Schild: Ein schräglinksgelegter schwebender Mauerstrich mit 4 Zinnen[27]
- Helm: keiner
- Decken: keine